# NGC 1367
NGC 1367 = NGC 1371 ist eine Spiralgalaxie vom Hubble-Typ Sab im Sternbild Fornax am Südsternhimmel. Sie ist schätzungsweise 61 Millionen Lichtjahre von der Milchstraße entfernt und hat einen Durchmesser von etwa 105.000 Lj. Die Galaxie ist Mitglied des Eridanus-Galaxienhaufens.
Im selben Himmelsareal befindet sich u. a. die Galaxie NGC 1385.
Die Typ-Iap-Supernova SN 2005ke wurde hier beobachtet.
Das Objekt wurde am 17. November 1784 vom deutsch-britischen Astronomen Wilhelm Herschel entdeckt.